# InFamous
Infamous (стилізована під inFAMOUS) - відеогра в жанрі пригодницький бойовик, розроблена компанією Sucker Punch Productions і видана Sony Computer Entertainment для PlayStation 3. Реліз гри відбувся у травні 2009 року. У Infamous гравець керує головним героєм Коулом Макгратом, велосипедним кур'єром, який опинився в центрі вибуху, що зруйнував кілька міських кварталів вигаданого Емпайр-Сіті. Вибух занурює місто в хаос, а Коул отримує нові суперсили, засновані на електриці. Хоча за сюжетом гри Коул використовує свої нові здібності, щоб відновити якусь подобу порядку в Емпайр-Сіті, гравцеві надається кілька можливостей використати ці здібності в добрих чи злих цілях через систему карми гри. Цей вибір впливає на розвиток персонажа, реакцію населення міста на Коула, а також на більш тонкі елементи ігрового процесу та сюжету.
Sucker Punch розробили Infamous як зміну темпу своєї попередньої серії стелс-ігор Sly Cooper, але використовуючи схожу історію, натхненну коміксами, щоб допомогти гравцеві стати більш пов'язаним з Коулом. Темп гри у впровадженні нових суперздібностей та легкість пересування містом за допомогою нетрадиційних засобів були вирішальними факторами під час розробки. Безлюдна міська атмосфера була натхненна такими коміксами, як DMZ та Batman: No Man's Land. Амон Тобін був серед художників, які допомагали створювати саундтрек, що мав на меті відобразити навколишнє середовище.
Гра була добре прийнята ігровою пресою. Її хвалили за багато елементів, зокрема за реалізацію здібностей Коула до лазіння та скелелазіння, а також за структуру місій гри. Рецензенти коментували повторюваність боїв і ворогів, обмеженість системи карми та технічні аспекти графічного відображення. Infamous порівнювали і протиставляли Prototype, відеогрі, що вийшла наступного місяця і мала багато елементів, схожих на Infamous. Гра була запропонована компанією Sony для безплатного завантаження в рамках програми "Ласкаво просимо назад" після відключення PlayStation Network у 2011 році. У червні 2011 року вийшло продовження гри, Infamous 2.

## Ігровий процес
Infamous - це гра в жанрі пригодницький бойовик у відкритому світі з видом від третьої особи, де гравець керує Коулом і взаємодіє зі світом Емпайр-Сіті через нещодавно отримані електричні здібності Коула; вони використовуються для пересування, нападу і захисту в бою, а також для того, щоб краще чи гірше спілкуватися з мешканцями Емпайр-Сіті. Для того, щоб Коул міг використовувати свої здібності, він повинен мати накопичену електричну енергію, яка відображається у вигляді вузлового лічильника на головному дисплеї гравця (HUD). Гравець може підзарядити Коула, витягуючи електроенергію з джерел живлення або з живих істот; підзарядка також відновлює здоров'я Коула, про що свідчать бризки крові, що розбризкуються на екрані. Чим більше пошкоджень отримує Коул, тим більше крові покриває екран. Коли рівень здоров'я Коула досягне критичного рівня, екран стане чорно-білим, і якщо Коул отримає ще трохи більше ушкоджень, поки екран буде чорно-білим, буде чутно серцебиття, яке буде ставати все повільнішим і повільнішим, поки Коул не стане битися небезпечно повільно. У цей момент подальші пошкодження Коула вб'ють його. Якщо гравець залишається поза боєм досить довго, здоров'я Коула з часом регенерується. У грі є сімнадцять різних електричних сил, починаючи від простих блискавок, які не споживають енергію Коула, і закінчуючи грозами з широким полем, які висмоктують більшу частину енергії Коула. Гравець може використовувати такі сили, що дають йому можливість вибору в певних ситуаціях. Наприклад, гравець може вистрілити в генератор біля ворогів, щоб він вибухнув і покалічив супротивників, а потім зв'язати їх або вистрілити в тіло, щоб убити ворога.
Через те, що Коул оживлений електрикою, він не може користуватися транспортними засобами, брати до рук зброю або плавати. Коул легко піднімається на будівлі та інші споруди і може падати з великої висоти, не отримуючи пошкоджень. Багато здібностей набуваються протягом гри; після їх набуття гравець може використовувати очки досвіду, які даються за певні дії, трюки та місії, для підвищення ефективності здібностей. На зростання цих здібностей впливає поточний рівень карми Коула. Починаючи з нейтральної позиції, він варіюється від Вартового до Чемпіона і Героя на стороні Добра, і від Головоріза до Порушника і Сумнозвісного на стороні Зла. Певні дії, такі як зупинка, щоб допомогти пораненим громадянам, або виснаження свого здоров'я, щоб відновити здоров'я Коула, впливають на рівень карми в будь-якому напрямку. Звичайні сюжетні місії також можуть змінювати рівень карми. Під час гри гравець зіткнеться з Моментами Карми, коли дія призупиняється і гравцеві через монолог Коула повідомляється про дві дії, які можна зробити, завжди з хорошим і поганим варіантом. Наприклад, один із сценаріїв, який пропонується гравцеві, полягає в тому, щоб або смикнути за вентиль і отримати струмінь гудрону в обличчя (добре), або змусити цивільного зробити це за нього (погано). У грі також є кілька парних місій Добра/Зла; виконання однієї з них заблокує іншу місію, але винагородить гравця великою кількістю карми на шляху до обраної ним мети. Виконання цих місій допомагає отримати доступ до унікальних суперздібностей, які залежать від рівня карми. Гравець не зобов'язаний обирати один із шляхів розвитку карми і може вибрати один з них, а потім змінити його в середині гри. Це заблокує будь-які придбані здібності в початково обраному секторі карми. Окрім зміни зовнішнього вигляду Коула та певних аспектів сюжету гри, карма також впливає на поведінку мешканців Емпайр-Сіті: вони прийдуть на допомогу Коулу в бою, якщо його карма хороша, але відвернуться від Коула і закидають його камінням, якщо у нього погана карма.
Емпайр-Сіті побудоване на трьох островах, і гравець повинен виконати основні сюжетні місії на кожному острові, перш ніж отримати доступ до наступного, хоча майбутні місії можуть вимагати від гравця повернення на попередній острів. Кожен острів поділений на кілька секторів, які на початку гри контролюються трьома різними бандами: Неоновий район контролюється Сашею та її бандою Шініґамі, район Воррен - Олденом та бандою Пилових людей, а Історичний район - Кесслером та Першими синами. Гравець може виконати побічну місію в кожному секторі, як тільки будуть виконані певні вимоги основного сюжету, щоб звільнити цей сектор від контролю банд, зменшивши або ліквідувавши присутність банди в цьому секторі. Інші побічні місії також можуть відкрити медичні пункти, де Коул зможе ожити після смерті. Хоча Коул мусить пересуватися пішки, з часом він набуває здібностей, які дозволяють йому рухатися вздовж силових кабелів та електричних рейок, а також ненадовго зависати в повітрі. По місту розкидані сотні "осколків вибуху", які Коул може збирати, щоб збільшити кількість електроенергії, яку він може зберігати. Існує 32 супутникові передавачі "Dead Drop", які допомагають розкрити більше передісторії гри, всі вони озвучені Джоном Вайтом або є записами Кесслера та його експериментів.

## Сюжет

### Місце дії
Дія гри InFamous відбувається в Емпайр-Сіті, вигаданому мегаполісі, заснованому на Нью-Йорку, що складається з Неонового району, де зосереджено більшість підприємств Емпайр-Сіті, Воррена, нетрища, залежного від міжнародної судноплавної діяльності, та Історичного району, де знаходиться міська адміністрація. Кожен район має систему надземного залізничного транспорту та окрему електромережу. В основі сюжету гри лежить часткове руйнування Історичного району внаслідок таємничого вибуху, за яким слідує вірусна епідемія, що змушує федеральну владу перекрити єдиний міст, який веде на материк. Зростання насильницьких злочинів перевантажує поліцію, що призводить до суспільного колапсу.

### Персонажі
Головний герой - Коул МакҐрат (Джейсон Коттл), велосипедний кур'єр, якого звинувачують у спричиненні вибуху, через що він отримав здатність поглинати та випромінювати електрику. Його найближчий друг, Зік Джедедайя Данбар (Калеб Муді), дозволяє Коулу ховатися на своєму даху, незважаючи на заздрість до його здібностей. Тріш Дейлі (Октябр Мур), дівчина Коула, покидає його через гнів, викликаний смертю її сестри Емі, в той час як більшість мешканців Емпайр-Сіті вважають його терористом. Під час спроби втечі з міста разом із Зіком до Коула звертається агент ФБР Мойя Джонс (Кімберлі Колборн), яка пропонує очистити його ім'я, якщо він допоможе їй знайти її чоловіка, колегу-агента Джона Вайта (Філ ЛаМарр). Вайт зник під час розслідування справи угруповання "Перші сини", яке вважається відповідальним за організацію вибуху.
Працюючи над відновленням порядку в Неоновому районі, Коул зустрічає Сашу (Джессіка Страус), колишнього члена "Перших синів", яка, як і Коул, є "Провідником" - людиною, наділеною силами "Перших синів". Використовуючи свою здатність контролювати свідомість інших за допомогою смолоподібної речовини, вона сформувала банду, відому як "Шініґамі". Тим часом Уоррен захопили Пилові люди, армія бездомних бойовиків на чолі з Олденом Тейтом (також Джейсон Коттл), первісним лідером Перших Синів, який володіє телекінезом. Кесслер (Сем А. Моурі), справжній антагоніст гри, є тіньовою фігурою, яка контролює Перших Синів і виявляє нав'язливий інтерес до Коула та його здібностей.

### Історія
Хоча основна історія InFamous залишається незмінною, незалежно від того, чи обирає гравець кар'єрний шлях "Добра" чи "Зла", деякі елементи сюжету змінюються залежно від вибору Коула.
Під час доставки в Історичному районі Коулу доручають відкрити пакунок. Роблячи це, він активує пристрій, відомий як "Променева сфера", що зрівнює з землею шість міських кварталів і ледь не вбиває його самого. Врятований Зіком і Тріш, він вчиться контролювати свої нові сили. Після того, як він публічно застосував їх, щоб відбити напад Шініґамі, місцеві жителі починають виступати проти Коула, звинувачуючи його в тому, що він спровокував вибух, і змушують його переховуватися. Вони з Зіком планують штурм запечатаного мосту, але потрапляють у засідку урядових військ. Розлучений з другом, Коул зустрічає Мойю, агента ФБР, яка переконує його повернутися і знайти її чоловіка, Джона Вайта, якому нібито доручили розслідувати групу під назвою "Перші сини". З її допомогою Коул відновлює електропостачання району, чим привертає увагу Саші, яка заманює його до свого підземного лігва. Коул перемагає її, але Сини викрадають її, перш ніж він може змусити її говорити. У пастці у Воррені Коул допомагає решткам поліції в боротьбі з "Пиловими людьми". Олдена заарештовують і ув'язнюють, але некомпетентність Зіка, який його охороняв, дозволяє Пиловикам звільнити його і вбити більшість офіцерів. Коли Олден планує реактивувати Сферу, вони налагоджують стосунки і вступають з ним у протистояння, в результаті якого Сфера опиняється в руках Зіка. Піддавшись спокусі, Зік покидає Коула і віддає Сферу Кесслеру.
Коли Олден у вбивчій несамовитості прямує до Історичного кварталу, Коул перемагає його раз і назавжди у битві на мосту. Перед тим, як стрибнути у воду, Олден розповідає, що Кесслер вигнав його з Перших Синів. Вайт, який виявляється агентом АНБ, не пов'язаним з Мойєю, звертається до Коула і пояснює, що Променева Сфера призначена для споживання біоенергії з тисяч життів і передачі її одному користувачеві, роблячи його Провідником. Під час пошуків Сфери Кесслер публічно закликає Коула зупинити серію вибухів по всьому району, в результаті чого він змушений обирати між порятунком Тріш та її колег. Незважаючи на свій вибір, Коул не може вберегти Тріш від смерті. Вирішивши покарати Кесслера, Коул відстежує Сферу до віддаленого пірсу, де він повинен вирішити, чи знищити її, чи використати, щоб стати ще могутнішим. Незважаючи на це, Сфера вивільняє останню енергію, вбиваючи Джона, перш ніж зникнути у вихорі.
Кесслер запрошує Коула приєднатися до нього для фінальної битви на тому самому місці, де почалася гра. Маючи такі ж, якщо не більші, здібності, як у Коула, Кесслер майже вбиває його, але йому заважає Зік. Смертельно поранений потужним енергетичним розрядом, Кесслер використовує останні сили, щоб передати повідомлення в мозок Коула. У фіналі виявляється, що Кесслер - це Коул з майбутнього альтернативної часової лінії. Виховуючи сім'ю з Тріш, майбутній Коул не в змозі перешкодити Звіру, зловісній сутності, знищити людство. Звір вистежив і вбив Тріш та її дітей, незважаючи на їхні спроби втекти. Відправившись у минуле, майбутній Коул, взявши собі ім'я Кесслер, захопив контроль над Першими Синами, використовуючи їхні ресурси, щоб підготувати своє минуле "я" до прийдешнього майбутнього. Коул відрікається від пам'яті Кесслера, але визнає, що його дії надали його життю нового сенсу.
Залежно від того, яке звання посідає Коул наприкінці гри InFamous, можливі дві кінцівки. Якщо Коул перемагає Кесслера як Герой, він відновлює мир в Емпайр-Сіті і його вітають як рятівника. Проте, його відчуження від Зіка і Мойї, разом з обов'язками героя, призводить до усвідомлення того, що він завжди буде самотнім. Якщо Коул - сумнозвісний, він дозволяє Емпайр-Сіті ще більше занурюватися в хаос і нехтує попередженням Кесслера про Звіра, вважаючи себе найсильнішою істотою з усіх, що коли-небудь існували.

## Розробка та випуск
Розробкою Infamous займалася компанія Sucker Punch Productions, команда з 60 осіб працювала близько трьох років. Хоча вони могли б запросити необхідні кошти у Sony, щоб збільшити розмір команди і закінчити гру за два роки, продюсер Брайан Флемінг зазначив, що підхід Sucker Punch до розробки, заснований на ітераціях, працював краще з меншим розміром команди.
Infamous прийшла під час завершення розробки Sly 3: Honor Among Thieves, коли команда почала замислюватися над своєю наступною грою. Провівши останні шість років в одному жанрі стелс-ігор з іграми про Слая Купера, вони хотіли зробити щось більш "нахабне і гучне", однак, як фанати "коміксового" мотиву, вони вирішили розвивати його в напрямку гри про супергероя, працюючи з ідеєю історії походження, яка б дозволила гравцеві відчути зростання персонажа. Флемінг заявив, що зважаючи на повільніший час розробки, вони знали, що їм потрібно розробляти гру для PlayStation 3, і що робота повинна була доповнити їхню попередню гру, подібно до того, як серія The Legend of Zelda Шіґеру Міямото контрастувала з його попередньою серією Mario. Вони також шукали проєкт, який дозволив би їм ознайомитися з новим обладнанням PlayStation 3, але мав достатньо спільних рис, щоб дозволити їм продовжити попередню роботу над серією про Слая Купера.
Режисер Нейт Фокс заявив, що значну частину натхнення для створення історії про супергероя дали дві серії коміксів DC Comics - "ДМЗ" і "Бетмен: Нічийна земля". Обидва зосереджені на місті після великої катастрофи. Серіал також надихнув на створення похмурого погляду на жанр супергероя в грі. Фокс також заявив, що фільм "Бетмен: Початок" став натхненням для гри. Однак будь-яка кореляція зі Static ShockDC Comics була ненавмисною. Фокс вважав, що його особиста участь у заворушеннях у Сіетлі в 1999 році вплинула на відображення "проведення часу в беззаконному місці" в грі. Також було заявлено про вплив Grand Theft Auto III, оскільки команда могла легко уявити себе супергероями у відкритому світі Ліберті-Сіті; аналогічно, Людина-павук 2 була використана як модель, щоб продемонструвати, як це - пересуватися містом і відповідати на випадкові прохання про допомогу поряд з регулярними місіями. Вони бавилися з версією гри, яку порівнювали з супергеройською версією Animal Crossing, і поряд з супергеройською роботою герой мав би мати альтер-его забудовника, щоб задовольняти більш загальні потреби громадян, але відмовилися від цього і зосередилися виключно на супергеройській діяльності приблизно через шість місяців роботи над грою. Персонаж Коула був створений як "така собі звичайна людина", щоб гравці могли "уявити, як це - бути справжньою людиною, яка отримала ці виняткові здібності". Команда також уникала створення альтер-его Коула чи вдягання його в костюм, оскільки це б не дуже вписувалося в образ персонажа чи історію гри.
Сюжет та анімація були створені власними силами. Сюжет спочатку був написаний Фоксом, який також написав більшість історій про Слая Купера, а рецензував його Флемінг. Продовжуючи розробляти гру, вони переписували шматки історії, щоб відобразити зміни в грі, переконуючись, що історія залишається приємною. Коли гра стала складнішою, вони залучили Білла Хармса, автора опублікованих коміксів, який раніше писав для Supreme Commander та інших відеоігор. Гармс допоміг з історією та внутрішньоігровими діалогами на додаток до маркетингових матеріалів. Флемінг зазначив, що друга половина історії зазнала значних змін за останні дев'ять місяців розробки; наприклад, коли актор Калеб Муді озвучував репліки для Зіка, він запозичив додаткові репліки, які команді сподобалися, і вони переробили історію, щоб включити їх.Сцени були створені у форматі, подібному до коміксів, на які вплинула гра, і використовувалися для подальшого розширення атмосфери мотиву супергероя. Сцени були створені шляхом взяття 2D-арту, створеного в Corel Painter та Adobe Photoshop, і розміщення їх у штучних 3D-сценах, побудованих в Adobe After Effects, для створення псевдо-3D-ефекту, що дозволило їм погратися з розміщенням камери та ефектами, а також додаванням органічних елементів, таких як хмари пилу та чорнильні плями.
Даррен Бріджес, розробник Sucker Punch, зазначив, що вони хотіли зробити Infamous про "становлення сучасного супергероя", підкреслюючи слово "становлення" як ключовий мотиватор, щоб показати зростання Коула від простого велосипедного кур'єра до людини з богоподібними силами.Це призвело до прищеплення "відчуття прогресу" і зростання персонажа в усіх аспектах гри, включаючи сюжет, розвиток здібностей гравця, а також варіативність і складність ворогів, з якими гравцеві доводилося стикатися. Спочатку команда провела мозковий штурм щодо того, якими здібностями володіє головний герой, але вибрала здібності, засновані на електриці, з двох головних причин. По-перше, ця сила добре перекладалася в контекст відеоігор, оскільки було б легко концептуалізувати аспекти електричних здібностей з точки зору концепцій відеоігор, таких як ближній бій. По-друге, електричні здібності можна було б прив'язати до міста, яке гравець буде досліджувати, вимагаючи від гравця використовувати електроенергію міста як паливо, і таким чином розвиваючи "реальні стосунки з містом".
Спочатку гра була більш вільною, дозволяючи гравцям купувати нові здібності в будь-який момент гри, але розробникам було важко створити складну гру на цій основі, особливо тому, що вони не могли розробити місії, що вимагають конкретних здібностей, яких гравець може не мати на той момент. Це призвело до того, що розробники розробили схему, за якою нові здібності з'являлися у гравця впродовж гри, а також створили керівні правила, які визначали, які здібності в кінцевому підсумку будуть включені в гру і коли: здібність повинна бути корисною і додавати щось унікальне в гру, гравець повинен мати можливість використати цю здібність одразу після того, як він її отримає, і здібність повинна приносити задоволення від її використання. Команда часто переглядала, коли ці здібності були представлені гравцеві, оскільки в гру додавалися інші елементи геймплею. Не всі здібності були обов'язково образливими; здібність "постпізнання", що дозволяє гравцеві бачити психічне відлуння мертвої людини, де вона перебувала перед смертю, була додана, оскільки команда виявила, що є елемент розваги у відстеженні відлуння через переповнене місто. Деякі здібності були вилучені з гри. Одна здібність, отримана через шлях Злої карми, називалася "Мініонізувати", і дозволила б Коулу контролювати свідомість цивільних і змусити їх приєднатися до нього в битві. Хоча ця здатність була "безумовно злою і дуже цікавою для спостереження", команда вважала, що вона не була корисною для гри, хоча їм вдалося зберегти натяк на неї в одній з місій на боці Зла.  Хоча команда протестувала кожну з основних місій окремо з тими здібностями, які мав би мати гравець, виходячи з розкадровки гри, вони виявили, що плей-тестери, які грали місії одна за одною, вважали, що грі не вистачало різноманітних бойових ситуацій. Розробники переглянули всі бойові сценарії з цих відгуків, щоб змінити бойові схеми, а також додати нових ворогів, і цей крок, на думку Бріджеса, "значно покращив гру". Можливість використовувати електричні здібності Коула, щоб їздити по надземних рейках Емпайр-Сіті, була додана в останню хвилину протягом останнього місяця розробки за пропозицією одного з плей-тестерів.
Емпайр-Сіті було створено для поєднання з новознайденими надздібностями Коула. Місто було побудоване з "екосистемою злочинності", де дрібні злочини або заклики про допомогу завжди відбувалися поза межами основної історії, вимагаючи від гравця рішення зупинитися, щоб допомогти або не вирішувати їх. Частина команди була присвячена реалізації поведінки жителів міста і того, як ця поведінка буде змінюватися в міру того, як стан міста буде змінюватися через дії гравця. Лазіння по будівлях вважалося важливим аспектом гри, як частина мотиву супергероїв, так і тому, що це вважалося "веселим заняттям", і Sucker Punch поставили собі за мету зробити все місто придатним для лазіння. Багато деталей кожної будівлі було змодельовано, щоб дозволити гравцеві підніматися на будівлі, "аж до останньої віконної рами, бра та вітрини", однак Фокс зазначив, що отримання "правильної" системи підйому було найскладнішим аспектом розробки. Один співробітник був присвячений тому, щоб переконатися, що все місто було придатне для підйому. Флемінг зазначив, що під час розробки Infamous були випущені Crackdown і Assassin's Creed, дві гри з альтернативними поглядами на лазіння; команда відчувала, що кожна з систем лазіння в цих іграх має свої сильні та слабкі сторони. Щоб відобразити характер зміни міста під час взаємодії гравця з ним - чи то відновлення енергії, чи то її відбирання - розробники створили рушій рендерингу з відкладеним затіненням, який відтворював би ефекти рухомих і пошкоджених джерел світла.
Система карми в грі з'явилася в результаті бажання команди включити в гру "розумне використання влади". Фокс прокоментував, що вони хотіли вести гравця шляхом виконання складніших завдань, вірячи, що ці дії будуть правильними. Однак без контрасту "злих" завдань, які простіше виконати, не було б жодних засобів мотивувати гравця бути "самовідданим героєм". Команда хотіла заохотити гравців думати про результати не лише великих рішень - моментів карми в грі, коли Коул думає, який варіант обрати, - але й кожної миттєвої дії, наприклад, враховуючи присутність цивільних в районі битви. Вони організували перше серйозне використання повноважень Коула, щоб налаштувати жителів міста проти нього, щоб заохотити гравців враховувати обидві сторони. У цій місії Коулу надається можливість зберегти невеликий запас їжі для себе і своїх друзів, або дозволити іншим жителям розділити її між собою; вони виявили, що більшість гравців виберуть останнє, але дуже скоро після цієї події населення обертається проти Коула через докази, що пов'язують його з вибухом, змушуючи гравця тікати або нападати на них. Фокс порівняв дихотомію карми з відмінностями в стилях Бетмена (який представляє добру карму) і Карателя (який представляє злу карму): перший використовує точні атаки, щоб не завдати шкоди невинним, тоді як другий завдасть шкоди будь-кому на своєму шляху, щоб досягти своєї мети. З цією метою вони розробили сили в грі, щоб відобразити цю природу; сили, набуті за допомогою доброї карми, є більш точними, тоді як сили злої карми є більш руйнівними.

## Завантажувальний контент
10 грудня 2010 року "Гігаватний клинок", який раніше був доступний лише як заохочення за попереднє замовлення, з'явився у північноамериканському магазині PlayStation Store для безплатного завантаження. В Європі гра вийшла 25 січня 2010 року. У завантажувальній версії гри вони входять до комплекту. Гігаватний клинок дозволяє гравцям наносити велику кількість пошкоджень за допомогою атаки ближнього бою. Форма і колір леза залежать від вашої карми: синій - добро, червоний - зло (червоний і чорний, якщо активована променева сфера). Після активації ви можете використовувати його для одного удару по ворогу, зазвичай вбиваючи його миттєво. Вона має 3 апгрейди, які можна придбати в крамниці здібностей у грі, і які можна витратити, використовуючи XP, причому кожен апгрейд збільшує завдану шкоду.

## Маркетинг
У березні 2009 року Sony Computer Entertainment America випустила трейлер під назвою "The Beauty of Powers", який пізніше з'явився в PlayStation Store. Ранні копії Infamous містили ваучер на багатокористувацьку бета-версію майбутньої гри Uncharted 2: Among Thieves. Бета-версія розпочалася 3 червня. Кожен, хто оформив попереднє замовлення на Infamous в GameStop, отримав ексклюзивний код на гігаватну силу леза, а ті, хто оформив попереднє замовлення в Amazon.com, отримали спеціальний костюм Шініґамі для PlayStation Home, тоді як ті, хто завантажив демоверсію Infamous з PlayStation Store і пройшов її, 18 червня 2009 року отримали костюм Коула для PlayStation Home. Попередні замовлення в магазинах GameCrazy та Best Buy надходили разом з ранньою демоверсією, випущеною 7 травня. Коди для викупу були надіслані електронною поштою кільком користувачам Oceanic PlayStation Network 14 травня. Демо-версія, яка включає чотири місії, стала доступною для всіх інших 21 травня. Infamous вийшла 26 травня 2009 року в США, 29 травня 2009 року в Європі і 4 червня 2009 року в Австралії та Новій Зеландії.
У липні 2009 року Sucker Punch Productions випустила тематичний простір Infamous в онлайн-сервісі PlayStation 3, PlayStation Home. Цей простір створений за зразком "Покинутих доків Емпайр-Сіті" і називається "Abandoned Docks of Empire City", і включає в себе міні-гру, засновану на грі "Шініґамі", з відстеженням таблиці лідерів і предметами для нагородження, а також стіну графіті, яка дозволяє гравцям створювати свої власні графіті. Простір Infamous Home є першим, що транслює медіа від розробника гри. Outso розробив ігровий простір Infamous для Sucker Punch Productions.
Два костюми Сакбоя для LittleBigPlanet, що представляють доброго та злого Коула, доступні як доповнення до цієї гри. Добрі та злі версії Коула та Зіка з'являються як завантажуваний контент для багатокористувацького режиму гри Uncharted 2: Among Thieves. Коул з'являється як гостьовий персонаж у версії Street Fighter X Tekken для PlayStation Vita та PlayStation 3. Добрий та злий Коул з'являються як грабельні персонажі у грі PlayStation 3 під назвою PlayStation All-Stars Battle Royale.
Infamous - разом з Infamous 2 та Infamous: Festival of Blood - була випущена 28 серпня 2012 року як частина колекції Infamous Collection в рамках лінійки PlayStation Collections від Sony для PlayStation 3.
У 2012 році Sony Computer Entertainment America випустила Infamous Collection у комплекті з 250 ГБ PlayStation 3, Uncharted: Drake's Fortune, Uncharted 2: Among Thieves, 30-денною безплатною пробною версією PlayStation Plus і повним комплектом Infamous 2 DLC.

## Аудіо
Саундтрек написаний електронним музикантом Амоном Тобіном, композиторами Джеймсом Дулі та Мелом Вессоном, а також віолончелістом Мартіном Тіллманом під керівництвом музичного менеджера Sony Джонатана Майєра. Тобіна було спеціально залучено до роботи над проєктом через його нещодавню тенденцію до розмивання меж між музикою та звуковим дизайном, що проявилася в його нещодавньому альбомі Foley Room. Замість використання традиційних інструментів, команда прагнула використовувати звуки, що виникають від предметів, які можна знайти в міському середовищі, і використовувати такі предмети в поєднанні з іншими інструментами, що використовуються в нетрадиційній манері; наприклад, шнури банджі були нанизані поряд з бас-барабаном, і на них грали, а дротяні щітки били по підвішеній тубі. Робота над музикою була розділена між Тобіном, який працював над ігровою музикою, і Дулі, який працював над музикою для кінематографа; вони працювали разом, щоб переконатися, що спільні музичні теми присутні в обох аспектах. Тіллман був залучений до процесу пізніше, щоб додати звуки віолончелі, але група була настільки вражена його роботою, що вони реміксували вже завершені фрагменти, щоб ще більше врахувати його внесок. Манчестерський музичний гурт Working for a Nuclear Free City отримав замовлення від Sony на створення пісні для гри. Пісня отримала назву "Silent Melody" і була використана в одному з рекламних трейлерів гри. Саундтрек був випущений для цифрового завантаження з iTunes Store у травні 2009 року.

## Прийом
| Агрегатор  | Оцінка |
| ---------- | ------ |
| Metacritic | 85/100 |

| Видання       | Оцінка    |
| ------------- | --------- |
| Eurogamer     | 7/10      |
| Game Informer | 9/10      |
| GameSpot      | 9.0/10    |
| Giant Bomb    | 5/5 зірок |
| IGN           | 9.2/10    |
| X-Play        | [ 16 ]    |

Infamous отримала "загалом позитивні відгуки", згідно з агрегатором рецензій Metacritic. Грег Міллер з IGN вважав гру "однією з найкращих ігор для PlayStation 3 на сьогоднішній день". Основою успіху гри, на думку рецензентів, були базові механіки гри. Бред Шумейкер з Giant Bomb вважав, що Sucker Punch "прибила основні елементи геймплею", зв'язавши всі різні аспекти гри воєдино. Поєднання здібностей Коула з елементами карми в грі також було високо оцінено. Вважалося, що здібності та система карми ставлять гравця перед складним вибором під час бою. Обидві сторони системи карми вважалися цікавими для гри. Структура місій вважалася сильним активом гри. За словами Метта Кіля з X-Play, місії змушували гравця враховувати повну міру здібностей Коула через їхню складність, але надавали "щедрі" контрольні точки, щоб запобігти надмірному розчаруванню грою. Рецензенти називали варіативність побічних місій і те, як вони пов'язані з основною історією, як позитивні аспекти гри.
Презентація Емпайр-Сіті також вважалася важливим фактором успіху гри. За словами Міллера, аспект лазіння та хапання вважався добре зробленим і дозволив уникнути "фестивалю розчарування", який, за словами Міллера, зазвичай спричиняють інші ігри з точними стрибками. Однак деякі рецензенти відзначили, що здатність Коула до лазіння була занадто чутливою, персонаж занадто жадібно хапався за виступи, що ускладнювало точне налаштування стрибків. У поєднанні з іншими здібностями Коула, Міллер назвав гру "найоригінальнішою механікою пересування містом" для гри з відкритим світом. Поведінка населення міста і те, як на неї впливав вибір гравця в Кармі, також розглядалася як позитив, і як постійне нагадування про місце дії гри. Історія гри, особливо в другій половині гри, вважалася сильною, посиленою презентацією кат-сцен. Однак якість цих сцен негативно підкреслювала погану анімацію, яка використовувалася для ігрових сцен, що генерувалися в грі, та якість озвучення; Міллер вважав голос Коула занадто гравійним для персонажа.
Початкові години гри, до того, як гравець почав набувати деякі з найпотужніших здібностей, вважалися складними і можуть відштовхувати деяких гравців Том Брамвелл з Eurogamer зазначив, що решта гри продовжує мати деякі складні розділи, такі як розділи, де гравець повинен захищати рухому ціль від великої кількості ворогів, і вважав їх "повторюваними і затягнуті". Брамвелл також прокоментував, що електрична зброя в грі - це просто засноване на електриці переосмислення стандартних архетипів зброї у відеоіграх, таких як дробовики та снайперські гвинтівки, і, усвідомлюючи це, залишає складність гри на розстановці ворогів під час сутичок. Гра також вважається грубою в технічному виконанні, з відсутністю згладжування і періодичним "спливаючим" рендерингом, а також падінням частоти кадрів, коли на екрані відбувалася значна кількість дій.
Infamous вийшла за кілька тижнів до Prototype від Radical Entertainment, гри з багатьма схожими концепціями, включаючи персонажа, який знаходить у собі надздібності, великий відкритий світ, яким можна подорожувати, піднімаючись на будівлі та ковзаючи по місту, та деякі інші порівняння. Це змусило багатьох ігрових критиків порівнювати та протиставляти ці ігри. У своєму саркастичному огляді Prototype на Zero Punctuation Бен "Yahtzee" Крошоу (який спочатку хвалив Infamous як "величезну, креативну та веселу") порівняв обидві гри пункт за пунктом і визначив, що не може сказати, яка з них краща, і кинув виклик відповідним студіям "створити найкраще зображення головного героя гри-суперника в жіночому ліфчику", щоб зрівняти рахунок. На його подив, обидві команди розробників прийняли виклик, створивши згадані зображення, і змусили Крошоу назвати результат майже рівним, віддавши перевагу Infamous, хоча й зазначивши, що, як і їхні ігри, обидва зображення, створені незалежно, були майже рівними за активами, які вони містили. Це суперництво висвітлило переваги та недоліки ексклюзивності перед мультиплатформним випуском. Ігровий аналітик Джессі Дівніч (Jesse Divnich) сказав наступне: "Завдяки майже ідентичному ігровому процесу та оцінкам якості, приклад Infamous vs. Prototype надає видавцям цікаві дані, які допоможуть їм оцінити збільшення продажів, яке може отримати гра, обравши ексклюзивність, а не мультиплатформенний реліз".
Infamous була випущена наприкінці травня, і гра продалася 175 900 копій у Сполучених Штатах у перший же тиждень, що стало рекордом продажів у травні 2009 року за даними NPD Group, і продалася 192 700 копій у Сполучених Штатах протягом червня 2009 року, ставши 10-ю найбільш продаваною грою того місяця.  У червні 2010 року Game Informer заявив, що Infamous продалася тиражем майже два мільйони копій. IGN нагородив Infamous найкращим сюжетом, грою року і найкращою акторською роботою на церемонії вручення премії "Золота гра" у 2009 році. Infamous також була номінована на чотири інші премії Golden Game Awards, включаючи "Найкраща гра для PlayStation 3", "Найкраща графіка", "Найкраща незалежна гра" та "Студія року".
4 вересня 2010 року Infamous посіла п'яте місце у списку "25 найкращих ігор для PlayStation 3" журналу IGN, в якому зазначено, що "коли Infamous вийшла на PlayStation 3 навесні 2009 року, швидко стало зрозуміло, що вона не схожа на жодну гру-пісочницю, в яку будь-хто коли-небудь грав".